# Jan Ludevít Procházka
Jan Ludevít Procházka též jako Ludwig Prochazka (14. srpna 1837, Klatovy – 19. července 1888, Praha) byl český klavírista, hudební skladatel, hudební pedagog a autor knih o hudbě.

## Život a činnost
Pokřtěn byl jako Ludovicus Joannes (Ludvík Jan). První hudební vzdělání získal od svého otce Josefa Procházky, který byl varhaníkem a skladatele Leopolda Měchury. Po studiu na gymnáziu v Klatovech nastoupil studium práv na pražské Univerzitě Karlově.
V Praze se jako nadaný klavírista stal žákem Zdeňka Fibicha, Ludvíka Grünbergera a Bedřicha Smetany, se kterým se záhy spřátelil. Jako skladatel napsal sborník písní Záboj, kam přispěl i Smetana osobně.
Patří také k zakladatelům pražského sboru Hlahol. Ve svém bytě a později v Konviktském sále pořádal často koncerty na kterých uváděl novinky českých skladatelů. Zazněly tam poprvé skladby Antonína Dvořáka, Zdeňka Fibicha a dalších českých skladatelů. Jan L. Procházka byl kromě toho také referentem Národních listů, Dalibora a Hudebních listů.
Když jeho manželka Marta, rozená Reisingerová, koncertní zpěvačka, získala v roce 1878 angažmá v Hamburku, přestěhoval se do Německa s ní. Zde po mnoho let působil jako vyhledávaný učitel zpěvu. Po odchodu do Hamburku se stal profesorem klavíru na tamní konzervatoři a dirigentem orchestru. Prosadil též uvedení opery Dvě vdovy v hamburském městském divadle. V Drážďanech, kam předídlil před rokem 1885, prosadil vydání Smetanových kompozic v renomovaném nakladatelství Bote&Bock.
Věnoval se také komponování, z jeho skladeb lze jmenovat např. české romance a duety.
Zemřel v Praze ve věku 50 let. Pohřben byl na Olšanských hřbitovech.